# Elveszett illúziók (album)
Az Elveszett illúziók az Edda Művek tizenötödik albuma. A borítón Fodor-Lengyel Zoltán Nemzetközi Goya Nagydíjas festőművész La Magdalena című festménye látható.

## Számok listája
1. Elérlek egyszer
2. A Sátán asztalánál
3. Elveszett illúziók
4. Utolsó érintés
5. Megint egy balhé
6. Bátran megtenni
7. Férfivágy
8. New York Blues

## Az együttes felállása
- Donászy Tibor – dob
- Gömöry Zsolt – billentyűs hangszerek
- Kicska László – basszusgitár
- Kun Péter – szólógitár
- Pataky Attila – ének